# Taqiyya

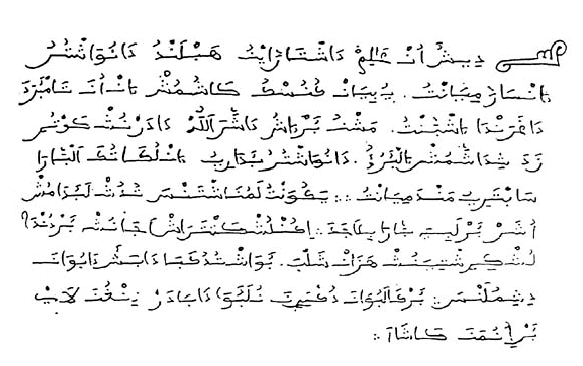
Texto morisco aljamiado (escrito en castellano con caracteres árabes) que anima al mantenimiento de la fe musulmana a pesar de la presión y recomienda la práctica del disimulo. La transcripción, siguiendo la ortografía usual del castellano de la época, sería:
Dixo un alim d'este rreyno hablando de nuestro encerramiento: «Yo bien conozco que somos en una época de grande espanto, mas no por eso dexara Allah de darnos cautoriçada [=castigo] si dexamos el pro'o [=el pro, la ventaja] de nuestro poderío en lo que toca al preçeptado mandamiento. Y a quanto l'amonestança [=el disimulo, la taqiyya], todos la podemos usar por la bía prebilejiada y con los cantares ajenos por donde los christianos hacen salva, pues todo cabe debaxo de buena disimulança, porque la buena doctrina no la puede bedar ninguna ley por inumana que sea».

En la tradición islámica, la taqiyya (التقية), llamada kitman (كتمان) en el ámbito chií y amonestanza en literatura hispanomusulmana, es un engaño o negación preventiva de creencias y prácticas religiosas. Generalmente, taqiyya es la acción de cometer un acto pecaminoso (como fingir incredulidad) si la vida está en peligro.

## Historia
Los grupos minoritarios dentro del islam, como los chiíes o los jariyíes, han tenido que recurrir a menudo a la taqiyya o el kitman como modo de preservar su integridad frente a la presión del sunismo mayoritario. Por esta razón, a menudo se piensa que la taqiyya es un fenómeno específicamente chií, pero lo cierto es que en la tradición suní también existe, aunque es un concepto más sujeto a controversia. Según los principios del teólogo suní al-Ghazali, mentir para protegerse a uno mismo o a otros es permisible bajo ciertas circunstancias. Sin embargo, otros suníes defienden que es un acto de hipocresía y una falta de fe y confianza en Dios. La taqiyya o kitman no está recogida específicamente en el Corán, pero se basa en un versículo que libera de la ira divina al musulmán que reniega de su fe bajo coacción:

Sobre quien reniega de Dios después de su profesión de fe —se exceptúa quien fue forzado, pero cuyo corazón está firme en la fe—, y sobre quien abre su pecho a la impiedad, sobre esos caerá el enojo de Dios y tendrán un terrible tormento.
Corán, Sura de la abeja (16), 106. Trad. de Joan Vernet.

Los drusos, una creencia religiosa surgida de una rama herética del ismailismo (y que suelen autodenominarse musulmanes, aunque la mayoría de los musulmanes no los consideran como tales), practican una permanente taqiyya, cumpliendo puntualmente con los preceptos religiosos mayoritarios del lugar en el que residan. Fingen ser cristianos o musulmanes, tanto para librarse de las persecuciones de que fueron objeto en otro tiempo como porque los dogmas y prácticas reales de la fe drusa son secretos, y no deben mostrarse nunca ante extraños.
Otro tanto suele suceder con los yazidíes kurdos, que suelen fingir adhesión a las prácticas suníes del resto de los kurdos.
La taqiyya no tiene correlato en el cristianismo, pero sí en la Halajá o ley judía, que permite la violación de todas las leyes en caso de persecución, salvo las relativas a la idolatría, el incesto y el asesinato. En estos casos se espera que uno dé su propia vida antes que cometer esas violaciones de la ley. No existe una prohibición real contra el hecho de fingir abrazar otra religión, a menos que esto suponga una violación de las leyes anteriores. Maimónides justificó este comportamiento entre los judíos yemenitas en su Iggereth Teiman ("Epístola a Yemen"). En el cristianismo, sin embargo, históricamente se ha considerado que optar por el martirio antes que renegar de la fe en Cristo era una elección más honorable y estaba mejor valorada, siendo numerosos los ejemplos de mártires que prefirieron sacrificar su vida antes que fingir abjurar de su religión.

### El caso de los moriscos
Los moriscos españoles son un caso conocido de taqiyya suní. Ante la obligatoriedad de su conversión al cristianismo y el hostigamiento al que fueron sometidos a lo largo de todo el siglo XVI para obligarles a mostrar su fe católica con prácticas como comulgar, comer cerdo, beber alcohol, no circuncidar a sus hijos, los moriscos solicitaron en varias ocasiones dictámenes o fetuas de conocidos alfaquíes norteafricanos acerca de la legalidad y los límites de su taqiyya.